# Marco Padalino
Marco Padalino est un footballeur suisse né le 8 décembre 1983 à Lugano en Suisse. Il évolue au poste de milieu de terrain.

## Biographie
Marco Padalino commence sa carrière en Suisse, tout d'abord au FC Lugano, puis au FC Malcantone Agno. 
En 2004, il part tenter l'aventure en Italie, à Catane puis à Piacenza, où il reste 3 saisons. 
En 2008, il est transféré à la Sampdoria Gênes où il reste jusqu'en 2012, et ensuite il rejoint Vicence en Série B. 
Marco Padalino fait ses débuts avec la Nati le 11 février 2009, contre la Bulgarie. Il marque un but décisif contre la Grèce. Grâce à ses bonnes performances en club et en sélection, Ottmar Hitzfeld le retient pour participer à la Coupe du monde 2010 mais il ne joue aucun match durant cette compétition.
Après deux saisons en Série B avec Vicence, Marco Padalino décide de revenir en Suisse dans son club formateur l'AC Lugano alors en Challenge League (2e division suisse) le 20 août 2014.

## Carrière
- 2002-03 : FC Lugano
- 2003-04 : FC Malcantone Agno
- 2003-05 : Calcio Catania
- 2005-08 : Piacenza
- 2008-12 : UC Sampdoria
- 2013-14 : Vicence
- depuis 2014 : AC Lugano

### Buts internationaux
| #  | Date             | Lieu         | Adversaire | Score | Résultat | Compétition                                |
| -- | ---------------- | ------------ | ---------- | ----- | -------- | ------------------------------------------ |
| 1. | 5 septembre 2009 | Bâle, Suisse | Grèce      | 2-0   | Victoire | Qualifications pour la Coupe du monde 2010 |